# NGC 5053
NGC 5053位於后髮座的北部，是星雲和星團新總表（NGC天體表）中收錄的一個球狀星團。它是德裔英國天文學家威廉·赫歇爾在1873年4月14日發現的，並登錄為VI-7。在他簡短的摘要中，它被形容為"一個非常微弱的星團，使用240倍毫無疑問地可以解析星雲的直徑為8'或10'。丹麥-愛爾蘭天文學家 約翰·路易·埃米爾·德雷耳 在1888年報告說, 星團出現了非常微弱、相當大、不規則的圓形，在中間逐漸變亮。"
這是一個金屬量貧乏的星團，這意味著恆星除了氫和氦之外，其它的元素，天文學術語所謂的金屬，都很缺乏。就在最近，1995年，它被認為是銀河中金屬最貧乏的球狀星團。NGC 5053中恆星的化學豐度與人馬座矮橢球星系相較，比銀暈更為相似。依據球狀星團的動力學，這表明NGC 5053可能是從這個矮星系中剝離的。
在這個星團中有10顆天琴座RR型變星，其質量範圍從68%至78%太陽質量。這些變星中的9顆是德國天文學家沃爾特·巴德在1928年發現報告的，第10顆是美國天文學家海倫·索耶·霍格在1946年發現。這個星團已知有27顆藍掉隊星，而其中有5顆是短週期的鳳凰座SX型變星 。
NGC 5053是一個相對質量較低的星團，低的核心濃度因素為1.32。它有一條長度為1,700秒差距的潮汐碎片星流朝向西方運動。這條星流可能是經由潮汐激波引起的過程產生的。這個星團與M53相距不到3° ，並且兩者有幾乎相同的距離模數，對應於大約是2,000秒差距的空間分離。有一條潮汐橋連接M53和NGC 5053，顯示這一對在過去可能有過互動。這個星團的軌道繞行銀河，近銀心點的距離大約是9,000秒差距，軌道離心率 0.84。目前，它距離銀心18,400秒差距，徑向速度為42.0±1.4 km/s。